# Blechnum fluviatile
Blechnum fluviatile là một loài dương xỉ trong họ Blechnaceae. Loài này được E.J. Lowe ex Salomon mô tả khoa học đầu tiên..
Danh pháp khoa học của loài này chưa được làm sáng tỏ. 

## Hình ảnh

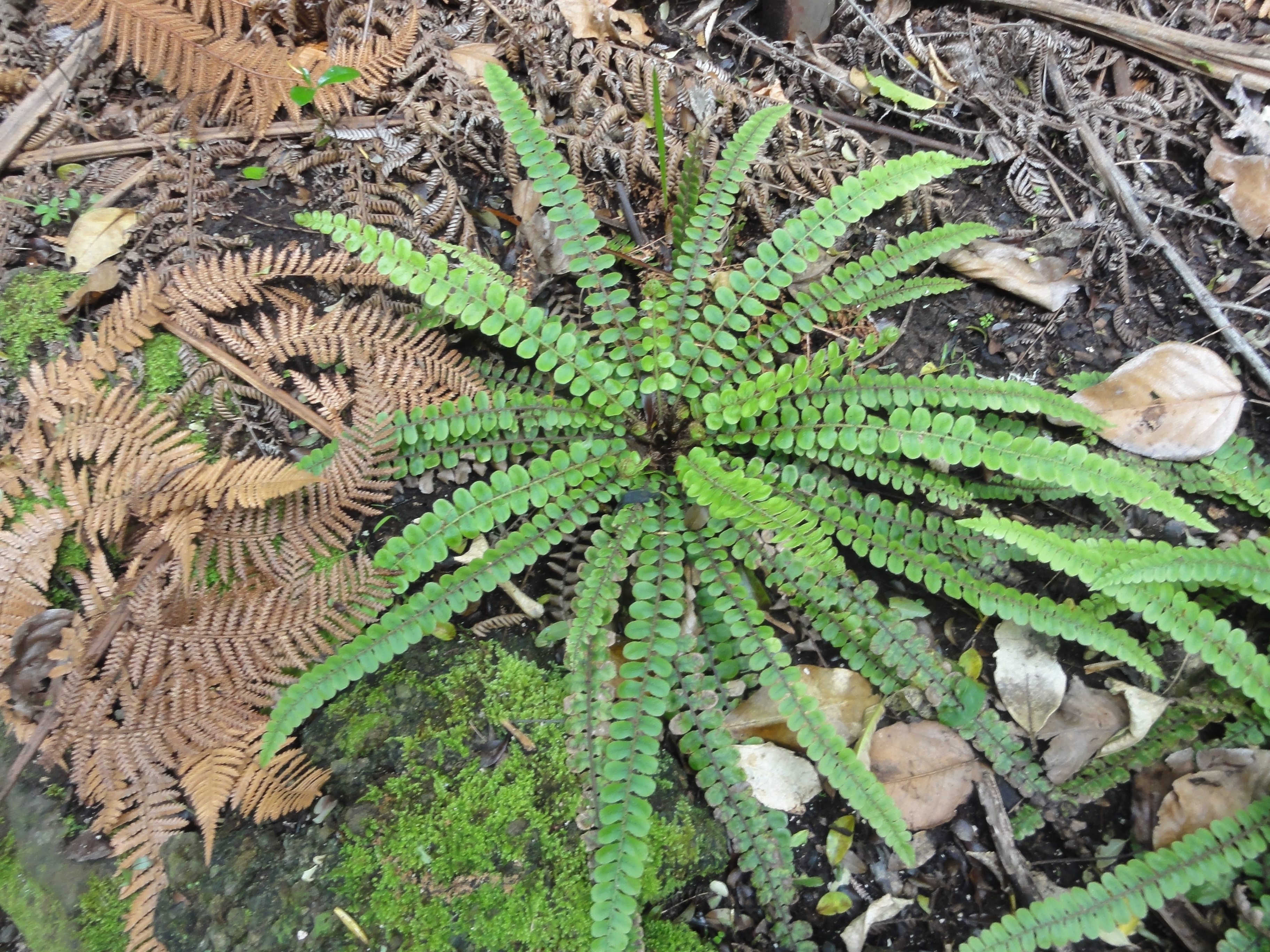
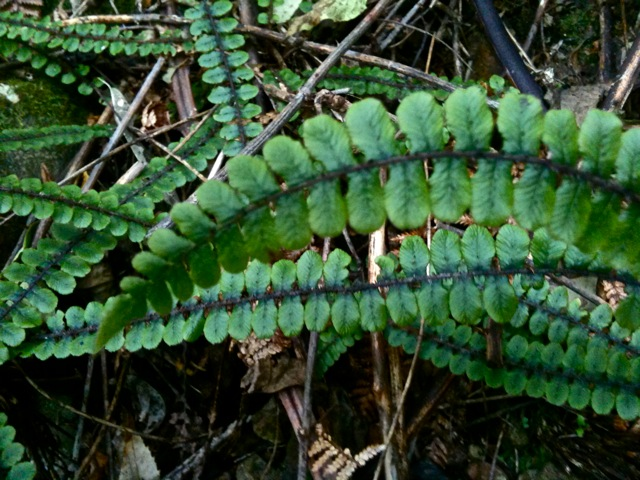